# Тролейбусне депо № 3 (Київ)
Тролейбусне депо № 3 (скорочено — ТРЕД № 3, ТД3) — третє за кількістю тролейбусних маршрутів у Києві: 11 маршрутів, в тому числі один нічний. Депо відкрито 1 жовтня 1968 року.
Координати депо: місто Київ, вул. Святослава Хороброго, 14. Виконувач обов'язків директора — Смирнова Наталія.
Депо обслуговує маршрути Солом'янського району та центру Києва.
На балансі депо числиться 130 тролейбусів різних моделей, з яких на лінію виходить близько 95 машин.

## Маршрути

### Сучасні маршрути

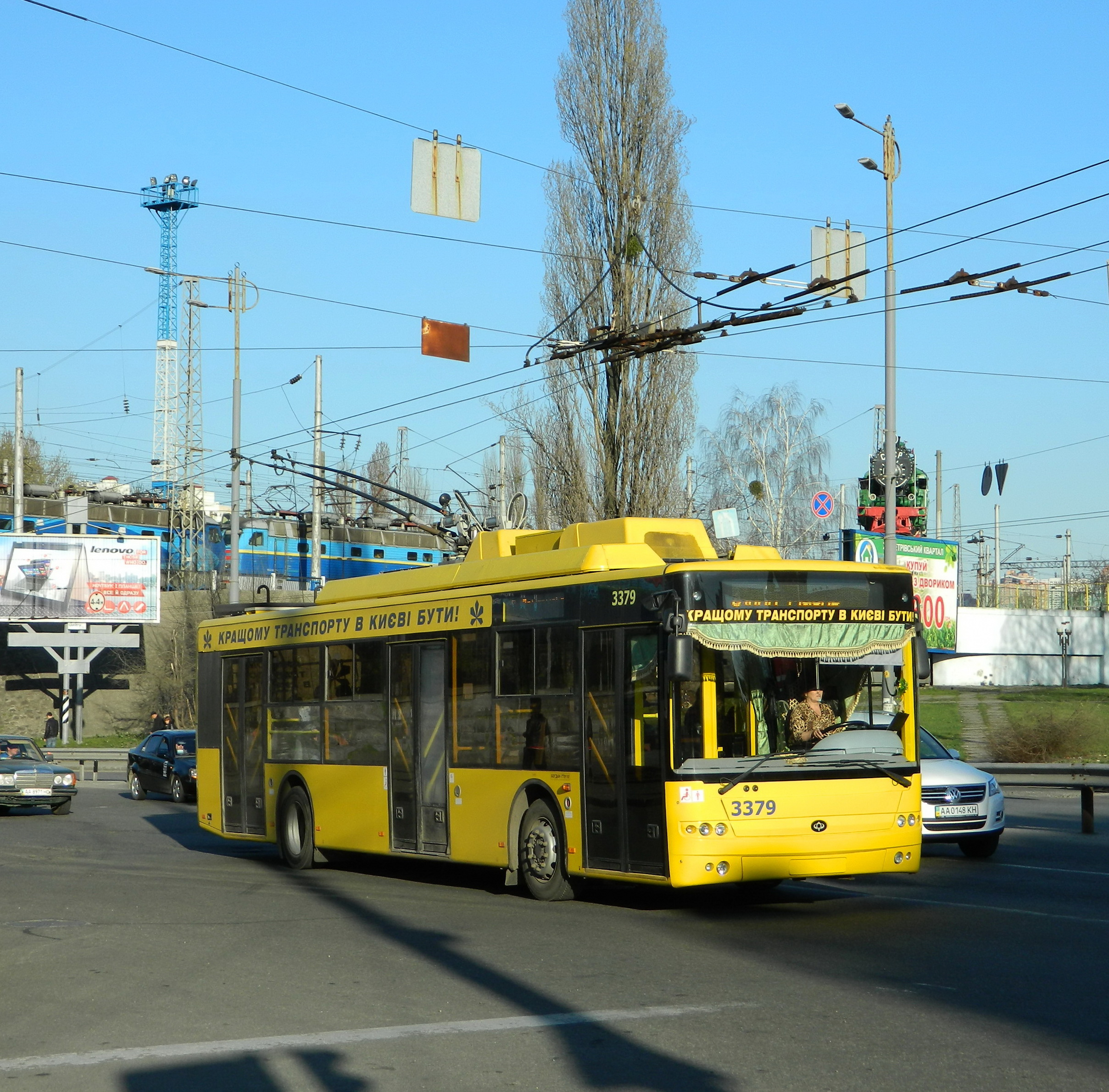
Тролейбус Богдан Т701 депо № 3

|     | Кінцева А                            | Кінцева Б                                | Трасса маршрута | Примітки                                                                                |
| --- | ------------------------------------ | ---------------------------------------- | --- | --------------------------------------------------------------------------------------- |
| 3   | Залізничний масив                    | Станція метро «Палац Спорту»             | вул. Романа Ратушного — вул. Солом'янська — Солом'янська площа — вул. Ваисля Липківського — вул. Гетьмана Павла Скоропадського — вул. Жилянська/Саксаганського — вул. Шота Руставеллі — вул. Рогнідинська (у зворотньомуу напрямку — вул. Еспланадна) |                                                                                         |
| 8   | вул. Смілянська                      | Станція метро «Площа Українських Героїв» | вул. Ушинського — вул. Донецька — Севастопольська площа — просп. Повітряних Сил — просп. Берестейський — пл. Галицька — бульв. Тараса Шевченка — Бесарабська площа — вул. Велика Васильківська (у зворотньому напрямку — вул. Гетьмана Павла Скоропадського — вул. Володимирська) |                                                                                         |
| 9   | Аеропорт «Київ»                      | Станція метро «Палац Спорту»             | просп. Повітряних Сил — Севастопольська площа — просп. Повітряних Сил — вул. Івана Огієнка — вул. Георгія Кірпи/Січеславська — вул. Гетьмана Павла Скоропадського — вул. Жилянська/Саксаганського — вул. Шота Руставеллі (у зворотньому напрямку — вул. Еспланадна)\|\| В період воєнного стану прямує замість аеропорту до вул. Кадетський Гай під номером 9К                          |                                                                                         |
| 17  | Площа Космонавтів                    | Станція метро «Площа Українських Героїв» | вул. Єреванська/вул. Авіаконструтора Антонова — вул. Генерала Геннадія Воробйова/вул. Авіаконструтора Антонова — просп. Повітряних Сил — просп. Берестейський — пл. Галицька — бульв. Тараса Шевченка — Бесарабська площа — вул. Велика Васильківська (у зворотньому напрямку — вул. Гетьмана Павла Скоропадського — вул. Володимирська)                                                |                                                                                         |
| 19  | Площа Космонавтів                    | вул. Ольжича                             | вул. Єреванська/вул. Авіаконструтора Антонова — вул. Генерала Геннадія Воробйова/вул. Авіаконструтора Антонова — просп.Повітряних Сил — вул. В'ячеслава Чорновола — вул. Юрія Іллєнка — вул. Дорогожицька — вул. Олени Теліги — вул. Олега Ольжича |                                                                                         |
| 22  | вул. Ольжича                         | Аеропорт «Київ»                          | вул. Ольжича — вул. Олени Теліги — вул. Олександра Довженка — вул. Вадима Гетьмана — Чоколівський бульв. — Севастопольська площа — просп. Повітряних Сил | В період воєнного стану прямує замість аеропорту до вул. Кадетський Гай під номером 22К |
| 27  | Залізнична станція «Київ-Волинський» | Станція метро «Почайна»                  | вул. Пост-Волинська — Відрадний просп. — вул. Гарматна/вул. Миколи Голего — вул. Борщагівська — Індустріальний шляхопровід — вул. Вадима Гетьмана — вул. Олександра Довженка — вул. Олени Теліги — просп. Степана Бандери — Оболонський просп. |                                                                                         |
| 30  | вул. Милославська                    | вул. Кадетський Гай                      | просп. Червоної Калини — пл. Керченська — просп. Романа Шухевича — Північний міст — просп. Степана Бандери — вул. Олени Теліги — вул. Олександра Довженка — вул. Вадима Гетьмана — Севастопольська площа — вул. Святослава Хороброго — вул. Федора Ернста — вул. Івана Пулюя | Спільно з КТРЕД                                                                         |
| 35  | просп. Свободи                       | вул. Кадетський Гай                      | просп. Свободи — просп. Василя Порика — просп. Європейського Союзу — вул. Івана Виговського — площа Валерія Марченка — вул. Стеценка — вул. Академіка Щусєва — вул. Юрія Іллєнка — вул. В'ячеслава Чорновола — просп. Повітряних Сил — Севастопольська площа — вул. Святослава Хороброго — вул. Федора Ернста — вул. Івана Пулюя                                                        |                                                                                         |
| 40  | вул. Кадетський Гай                  | Станція метро «Палац Спорту»             | вул. Івана Пулюя — вул. Федора Ернста — вул. Святослава Хороброго — Севастопольська площа — просп. Повітряних Сил — Солом'янська площа — вул. Солом'янська — вул. Протасів Яр — вул. Івана Федорова — вул. Велика Васильківська/вул. Антоновича — вул. Шота Руставеллі — вул. Рогнідинська (у зворотньому напрямку — вул. Еспланадна)                                                   |                                                                                         |
| 40к | вул. Кадетський Гай                  | Жилянська вулиця                         | вул. Івана Пулюя — вул. Федора Ернста — вул. Святослава Хороброго — Севастопольська площа — просп. Повітряних Сил — Солом'янська площа — вул. Солом'янська — вул. Протасів Яр — вул. Івана Федорова — вул. Велика Васильківська/вул. Антоновича | Працює по будням                                                                        |
| 50  | Вул. Милославська                    | Станція метро «Либідська»                | просп. Червоної Калини — просп. Воскресенський — просп. Георгія Нарбута — вул. Будівельників (назад: просп. Миру) — просп. Соборності — Міст Патона — бульвар Миколи Міхновського | Спільно з тролейбусним депо №1.                                                         |
| 92Н | просп. Свободи                       | Аеропорт «Київ»                          | просп. Свободи — просп. Василя Порика — просп. Європейського Союзу — вул. Івана Виговського — площа Валерія Марченка — вул. Данила Щербаківського — просп. Берестейський — просп. Повітряних Сил — вул. Івана Огієнка — вул. Георгія Кірпи/Січеславська — Залізничний вокзал «Південний» — вул. Івана Огієнка — просп. Повітряних Сил Севастопольська площа — вул. Святослава Хороброго | Нічний                                                                                  |

### Скасовані маршрути
|     | Кінцева А                  | Кінцева Б                                       | Примітки                                                         |
| --- | -------------------------- | ----------------------------------------------- | ---------------------------------------------------------------- |
| 8а  | Аеропорт «Київ»            | вул. Терещенківська                             | Діяв під час матчів Євро-2012                                    |
| 13  | Індустріальний шляхопровід | Станція метро «Почайна»                         | Діяв протягом 1996—2000 рр. Перенумерація на № 27-к (21.03.2000) |
| 21  | вул. Дегтярівська          | вул. Кадетський Гай                             | Діяв протягом 1995—2016 рр. Скасовано (15.11.2016)               |
| 27к | Індустріальний шляхопровід | Станція метро «Почайна»                         | Діяв протягом 2000—2011 рр.                                      |
| 27а | Індустріальний шляхопровід | Домобудівний комбінат № 3                       | Зачинений                                                        |
| 28  | Платформа «Зеніт»          | Станція швидкісного трамваю «Генерала Ватутіна» | Зачинений                                                        |

### Маршрути, що раніше експлуатувалися в депо №3
| №  | Кінцева А           | Кінцева Б                 | Примітки                        |
| -- | ------------------- | ------------------------- | ------------------------------- |
| 7  | вул. Чорнобильська  | Станція метро «Шулявська» | Переданий до ТРЕД № 2           |
| 30 | вул. Кадетський Гай | вул. Милославська         | Переданий до Куренівського ТРЕД |
| 42 | вул. Ольжича        | Станція метро «Либідська» | Переданий до ТРЕД № 2           |

## Історія

### Стан на1960-тіроки
- 23 грудня 1967 року введена в дію нова лінія від просп. Любомира Гузара (Космонавта Комарова) до Повітрофлотського просп., відкритий маршрут № 22: вул. Щусєва — Севастопольська площа.
- 1968 рік початок експлуатації тролейбусів марки Škoda 9Tr.
- 1 жовтня 1968 року збудовано депо № 3 на Чоколівці в районі рибкомбінату.
- У листопаді 1969 року перебудована частина лінії від рибкомбінату до аеропорту.

### Стан на1970-тіроки
- 23 грудня 1976 року закрито рух по просп. Любомира Гузара (Космонавта Комарова) до бульв. Вацлава Гавела (Івана Лепсе) в зв'язку з будівництвом швидкісного трамвая, скорочений маршрут № 21: вул. Ольжича (Дем'яна Бєдного) — Індустріальний шляхопровід.
- 1 липня 1977 року введена в дію нова лінія «просп. Любомира Гузара — Домобудівний комбінат № 3» по Відрадному просп., відкритий маршрут № 27: вул. Ольжича — Домобудівний комбінат № 3.
- В кінці 1970-х років маршрут № 22 продовжено до аеропорту «Київ».

### Стан на1980-тіроки

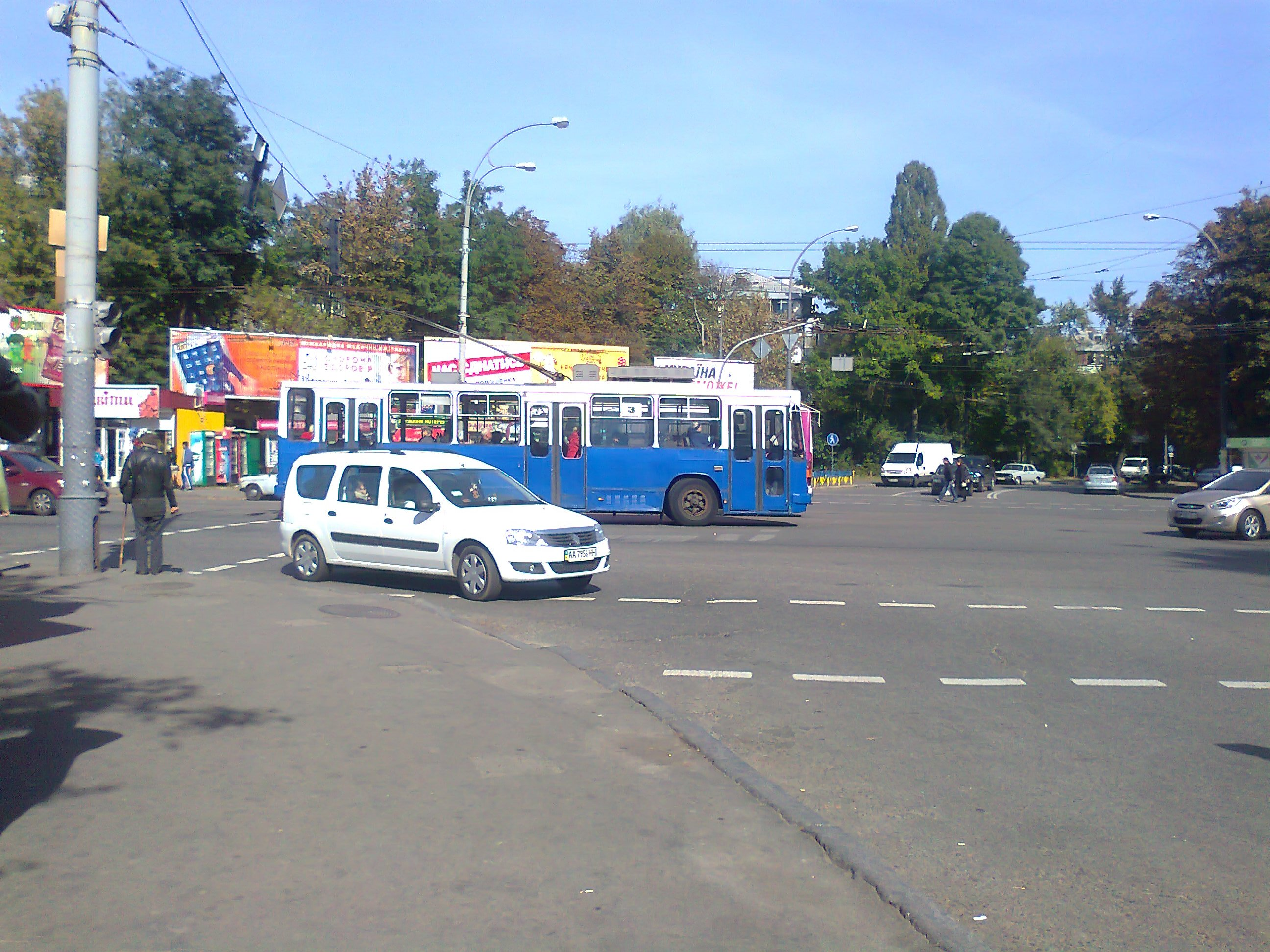
Тролейбус ЮМЗ Т2 депо № 3

- 1981 рік дослідна експлуатація тролейбуса марки Škoda 14Tr0
- 6 листопада 1981 року введена в дію нова лінія «вул. Ольжича — Станція метро "Почайна"» по вул. Олени Теліги (Коротченка) та просп. Степана Бандери (Московський), сюди продовжений маршрут № 27 Домобудівний комбінат № 3 — Станція метро «Почайна».
- 1983 рік початок експлуатації тролейбусів марки Škoda 14Tr.
- 1988 рік початок експлуатації тролейбусів марки DAC 217E.

### Стан на1990-тіроки

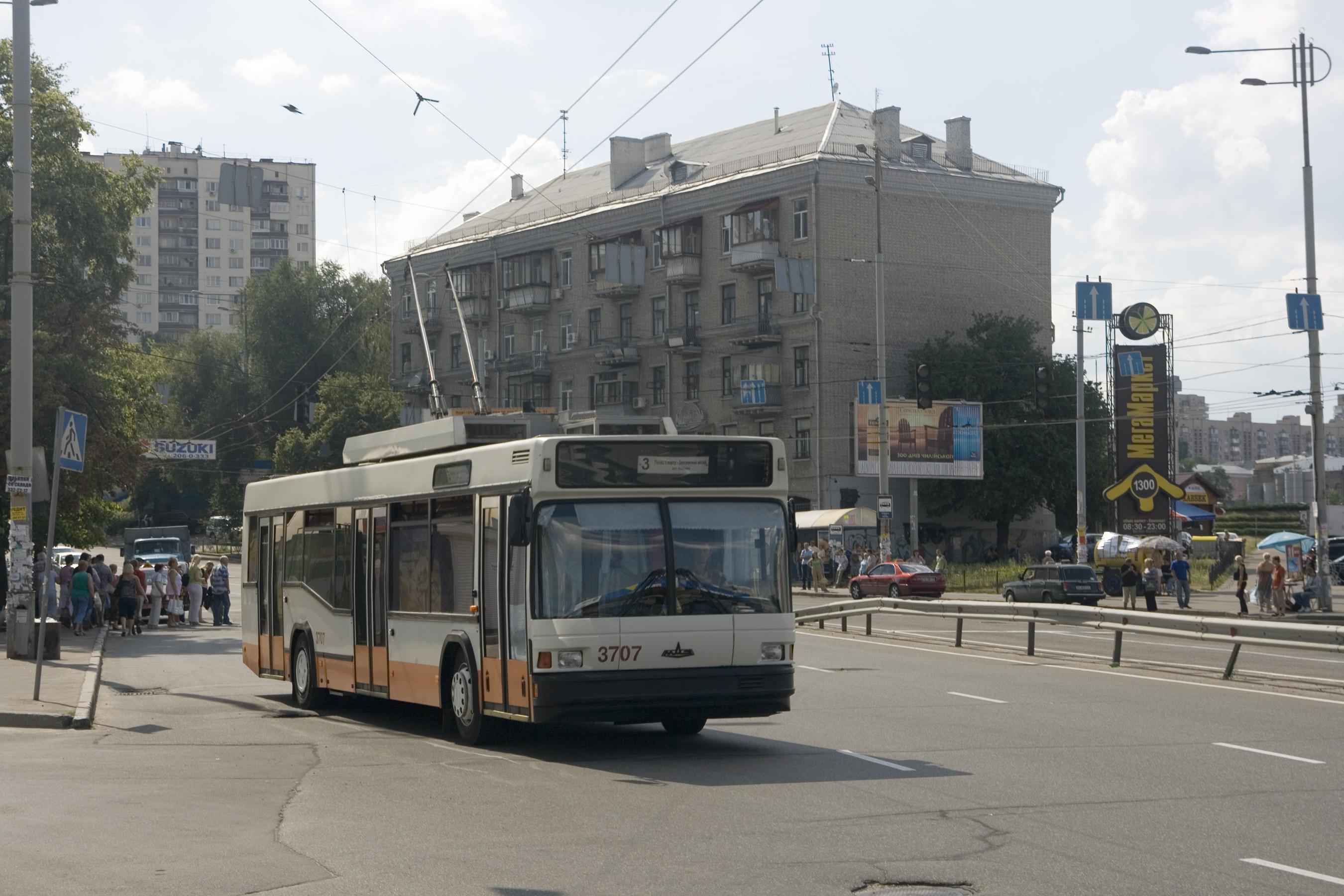
Тролейбус МАЗ 103Т маршруту № 3

- 1992 рік початок експлуатації тролейбусів марки Київ-11у.
- 11 січня 1995 року введена в дію нова лінія від депо № 3 до вул. Кадетський Гай, відкритий маршрут № 21: станція метро «Шулявська» — Кадетський Гай.
- 1995 рік початок експлуатації тролейбусів марки ЮМЗ Т2.
- 24 жовтня 1996 року введена в дію нова лінія по вул. Терещенківській від бульв. Т. Шевченка до вул. Л. Толстого, сюди спрямований маршрут № 9: вул. Терещенківська — аеропорт «Київ», продовжені до площ. Л. Толстого маршрути № 8: площ. Л. Толстого — вул. Смілянська.
- 1996 рік початок експлуатації тролейбусів марки Škoda 14TrM.
- 1999 рік кінець експлуатації тролейбусів марки Škoda 9Tr.

### Стан на2000-ніроки
- 22 серпня 2001 року введена в дію нова лінія «вул. Еспланадна — Залізничний масив» по вул. Еспланадної, Саксаганського, Липківського, Солом'янської, відкритий маршрут № 3: Станція метро «Палац Спорту» — Залізничний масив, а також змінено рух маршруту № 9: Станція метро «Палац Спорту» — Аеропорт «Київ».
- 2004 рік початок експлуатації тролейбусів марки МАЗ 103Т.
- 2005 рік кінець експлуатації тролейбусів марки DAC-217E та Київ-11у.
- 3 липня 2006 року відкрито маршрут № 27а: Домобудівний комбінат № 3 — Індустріальний шляхопровід.
- 2006 рік початок експлуатації тролейбусів марки ЛАЗ E183D1.
- В кінці 2000-х років маршрут № 19 скорочений від вул. Ольжича до станції метро «Дорогожичі».
- 2007 рік початок експлуатації тролейбусів марки ЛАЗ E301D1.
- 2008 рік початок експлуатації тролейбусів марки МАЗ-Етон 103Т.

### Стан на2010-тіроки
- 1 травня 2010 року закритий маршрут № 21.
- 4 жовтня 2011 року введена в дію нова лінія «Домобудівний комбінат № 3 — залізнична станція „Київ-Волинський“», продовжений маршрут № 27: Залізнична станція «Київ-Волинський» — Станція метро «Почайна».
- 2011 рік закрито маршрути № 27а, 27К.
- 18 грудня 2011 року початок експлуатації тролейбусів марки Богдан Т701.10.
- 1 червня 2012 року на час проведення «Євро-2012» тимчасово відкрито маршрут № 8а: вул. Терещенківська — аеропорт «Київ».
- 25 жовтня 2012 року відкрито швидкісний тролейбус за маршрутом № 28: Залізнична платформа «Зеніт» — Станція швидкісного трамвая «Генерала Ватутіна».
- 2012 рік відновлено маршрут № 21.
- 2013 рік кінець експлуатації тролейбусів моделей Škoda 14Tr та Škoda 14TrM.
- 2 червня 2014 року розпочало експлуатації тролейбусів марки Богдан Т901.10.
- 23 серпня 2014 року відкритий маршрут № 9: Аеропорт «Київ» — станція метро «площа Льва Толстого».
- 4 квітня 2015 року відкритий маршрут № 40к: вул. Кадетський Гай — вул. Жилянська.
- 2016 рік кінець експлуатації тролейбусів ЮМЗ Т-2.
- 15 листопада 2016 року скасований маршрут № 21. Паралельно продовжений маршрут № 30 до вул. Кадетський Гай по трасі «вул. Милославська — вул. Кадетський Гай».
- З початку січня 2017 року відкрито нічний маршрут № 92Н: Залізничний вокзал «Південний» — просп. Свободи.
- 4 грудня 2017 року відкрито маршрут № 19д: вул. Кадетський Гай — вул. Юрія Іллєнка (Мотоциклетний завод).
- 18 серпня 2018 року переорієнтовується трасса маршруту № 9 від станції метро «площа Льва Толстого» до станції метро «Палац Спорту» через залізничний вокзал «Південний» та вулицями Жилянська, Саксаганського[2].
- 22 серпня 2018 року вносятся зміни у трассу слідування нічного маршру №92Н. А саме: маршрут подовжується від Залізничного вокзалу «Південний» по Повітрофлотському проспекту до Аеропорту «Київ»[3].

## Керівники депо
- 1968—1971 — М. Лисяк;
- 1971—1975 — П. Наумов;
- 1976—1984 — А. Коваленко;
- 1985—1987 — Я. Ярчук;
- 1987—2002 — В. Зозуля;
- 2002—2018 — Петренко Іван Васильович;
- З 2018 — Смирнова Наталія Василівна.

## Рухомий склад[4]
На сьогоднішній день депо експлуатує моделі таких тролейбусів, як:
- МАЗ 103Т;
- МАЗ-Етон 103Т;
- ЛАЗ E183D1;
- ЛАЗ E301D1;
- Богдан Т701.10;
- Богдан Т901.10.

За час існування депо, експлуатувалися моделі таких тролейбусів, я
- Škoda 9Tr;
- Škoda 14Tr;
- DAC-217E;
- Київ-11у;
- ЮМЗ Т-2.